# Фабия Барбара
Вижте пояснителната страница за други личности с името Фабия.
Фабия Барбара (на латински: Fabia Barbara; * ок. 55 г.) е римска благородничка от 1 век, баба на по-късния император Луций Елий.

## Биография
Произлиза от фамилията Фабии. Дъщеря е на Квинт Фабий Барбар Антоний Мацер (суфектконсул 64 г. по времето на Нерон). Сестра е на Квинт Фабий Барбар Валерий Магн Юлиан (суфектконсул 99 г.).
Фабия става втората съпруга на Луций Елий Ламия Плавций Елиан, син на Луций Елий Ламия (консул 3 г.). Съпругът ѝ е бил женен преди това за Домиция Лонгина, но през 70 г. бъдещият император Домициан я харесва и се жени за нея. Той е през 80 г. е суфектконсул и през 81/96 г. e екзекутиран от император Домициан.
Фабия ражда през 75 г. дъщеря Плавция, която се омъжва за Луций Цейоний Комод (консул 106 г.), след това за Секст Ветулен Цивика Цериал (консул 106 г.), след това за Гай Авидий Нигрин (суфектконсул 110 г.).
Фабия е баба на:
- Луций Елий, който е осиновен от император Адриан, става цезар и наследник на императорската власт.
- Авидия Плавция Нигрини, която става съпруга на римския император Луций Елий.
- Марк Ветулен Цивика Барбар (консул 157 г.)

Прабаба е на император Луций Вер, принц Гай Авидий Цейоний Комод и на принцесите Цейония Фабия и Цейония Плавция.